# Охотино (Московская область)
Охотино — деревня в Сергиево-Посадском районе Московской области России, входит в состав сельского поселения Лозовское.

## Население
| 1859 | 1890 | 1899 | 1926 | 2002 | 2006 | 2010 |
| ---- | ---- | ---- | ---- | ---- | ---- | ---- |
| 64   | ↗75  | ↘38  | ↗67  | ↘0   | →0   | ↗1   |

## География
Деревня Охотино расположена на севере Московской области, в южной части Сергиево-Посадского района, примерно в 47 км к северу от Московской кольцевой автодороги и 9 км к югу от железнодорожной станции Сергиев Посад, по правому берегу реки Торгоши бассейна Клязьмы.
В 2 км северо-западнее деревни проходит Ярославское шоссе М8, в 18 км к югу — Московское малое кольцо А107, в 13 км к северо-востоку — Московское большое кольцо А108, в 17 км к юго-востоку — Фряновское шоссе Р110.
К деревне приписано четыре садоводческих товарищества (СНТ). Ближайшие сельские населённые пункты — посёлок Здравница, деревни Ерёмино и Новосёлки.

## История
В «Списке населённых мест» 1862 года — владельческая деревня 1-го стана Дмитровского уезда Московской губернии по левую сторону Архангело-Богородского тракта (от Сергиевского посада в Богородский уезд), в 47 верстах от уездного города и 7 верстах от становой квартиры, при реке Торгоме, с 7 дворами и 64 жителями (32 мужчины, 32 женщины).
По данным на 1890 год — деревня Митинской волости Дмитровского уезда с 75 жителями.
В 1913 году — 10 дворов.
По материалам Всесоюзной переписи населения 1926 года — деревня Вихревского сельсовета Сергиевской волости Сергиевского уезда Московской губернии в 3,2 км от Ярославского шоссе и 7,5 км от станции Сергиево Северной железной дороги; проживало 67 жителей (31 мужчина, 36 женщин), насчитывалось 13 крестьянских хозяйств.
С 1929 года — населённый пункт Московской области в составе:
- Вихревского осельсовета Сергиевского района (1929—1930)[14],
- Вихревского сельсовета Загорского района (1930—1939)[15],
- Охотинского осельсовета Загорского района (1939—1952)[16],
- Воздвиженского сельсовета Загорского района (1952—1963, 1965—1991)[16][17][18],
- Воздвиженского сельсовета Мытищинского укрупнённого сельского района (1963—1965)[17],
- Воздвиженского сельсовета Сергиево-Посадского района (1991—1994)[18],
- Воздвиженского сельского округа Сергиево-Посадского района (1994—2006)[19],
- сельского поселения Лозовское Сергиево-Посадского района (2006 — н. в.)[20][21].